# Hayoceros
A Hayoceros az emlősök (Mammalia) osztályának párosujjú patások (Artiodactyla) rendjébe, ezen belül a villásszarvúantilop-félék (Antilocapridae) családjába tartozó fosszilis nem.

## Tudnivalók
A Hayoceros-fajok Észak-Amerika területén éltek; a pleisztocén kor második felében, azaz 1,8 millió évvel ezelőttről egészen 300 ezer évvel ezelőttig.
Az idetartozó állatok körülbelül 1,8 méter hosszúak voltak, és nagyjából hasonlítottak a villásszarvú antilopra (Antilocapra americana). A Hayoceros-oknak, amint a villásszarvú antilopnak is, volt egy pár villás szarvuk a szemük fölött, a homlokon, de ezen kívül még volt egy pár szarvuk, amely hosszabb és ág nélküli volt, ez a koponya hátsó részén ült. Valószínűleg a hímek, szarvaikat egymás ellen használták amikor a nőstényekért vetélkedtek. Az ágak megakadályozták, hogy az állatok átszúrják egymást. A harc addig tartott, amíg az erősebb elűzte ellenfelét.

## Rendszertani besorolása
A Hayoceros-t 1937-ben, Frick a Tetrameryx alnemének tekintette, 1942-ben Skinner nemi rangra emelte. Csak ebben az évben Skinner a villásszarvúantilop-félék családjába helyezte a nemet, amit Carroll 1988-ban megerősített.

## Rendszerezés
A nembe az alábbi 2 faj tartozik:
- Hayoceros barbouri
- Hayoceros falkenbachi

## Fordítás
- Ez a szócikk részben vagy egészben  a   Hayoceros című angol Wikipédia-szócikk ezen változatának fordításán alapul.  Az eredeti cikk szerkesztőit annak laptörténete sorolja fel. Ez a jelzés csupán a megfogalmazás eredetét és a szerzői jogokat jelzi, nem szolgál a cikkben szereplő információk forrásmegjelöléseként.